# Posticobia
Posticobia é um género de gastrópode  da família Hydrobiidae.
Este género contém as seguintes espécies:
- Posticobia norfolkensis